# Lurcy-Lévis
Lurcy-Lévis és un municipi francès, situat al departament de l'Alier i a la regió d'Alvèrnia-Roine-Alps. L'any 2007 tenia 2.134 habitants.

## Demografia

### Població
El 2007 la població de fet de Lurcy-Lévis era de 2.134 persones. Hi havia 918 famílies de les quals 340 eren unipersonals (168 homes vivint sols i 172 dones vivint soles), 303 parelles sense fills, 223 parelles amb fills i 52 famílies monoparentals amb fills.
La població ha evolucionat segons el següent gràfic:
Habitants censats

### Habitatges
El 2007 hi havia 1.217 habitatges, 952 eren l'habitatge principal de la família, 118 eren segones residències i 147 estaven desocupats. 1.089 eren cases i 122 eren apartaments. Dels 952 habitatges principals, 617 estaven ocupats pels seus propietaris, 305 estaven llogats i ocupats pels llogaters i 30 estaven cedits a títol gratuït; 14 tenien una cambra, 97 en tenien dues, 240 en tenien tres, 289 en tenien quatre i 312 en tenien cinc o més. 664 habitatges disposaven pel capbaix d'una plaça de pàrquing. A 462 habitatges hi havia un automòbil i a 325 n'hi havia dos o més.

### Piràmide de població
La piràmide de població per edats i sexe el 2009 era:
| Homes | Edats   | Dones |
| ----- | ------- | ----- |
| 0     | 95 o +  | 12    |
| 16    | 90 a 94 | 24    |
| 16    | 85 a 89 | 60    |
| 20    | 80 a 84 | 40    |
| 44    | 75 a 79 | 56    |
| 76    | 70 a 74 | 88    |
| 68    | 65 a 69 | 92    |
| 56    | 60 a 64 | 56    |
| 88    | 55 a 59 | 36    |
| 80    | 50 a 54 | 64    |
| 64    | 45 a 49 | 60    |
| 56    | 40 a 44 | 60    |
| 100   | 35 a 39 | 60    |
| 56    | 30 a 34 | 76    |
| 56    | 25 a 29 | 52    |
| 40    | 20 a 24 | 28    |
| 88    | 15 a 19 | 36    |
| 56    | 10 a 14 | 44    |
| 60    | 5 a 9   | 60    |
| 44    | 0 a 4   | 36    |

## Economia
El 2007 la població en edat de treballar era de 1.251 persones, 833 eren actives i 418 eren inactives. De les 833 persones actives 756 estaven ocupades (404 homes i 352 dones) i 77 estaven aturades (32 homes i 45 dones). De les 418 persones inactives 166 estaven jubilades, 98 estaven estudiant i 154 estaven classificades com a «altres inactius».

### Ingressos
El 2009 a Lurcy-Lévis hi havia 931 unitats fiscals que integraven 1.998 persones, la mediana anual d'ingressos fiscals per persona era de 15.124 €.

### Activitats econòmiques
Dels 107 establiments que hi havia el 2007, 3 eren d'empreses extractives, 6 d'empreses alimentàries, 1 d'una empresa de fabricació de material elèctric, 1 d'una empresa de fabricació d'elements pel transport, 6 d'empreses de fabricació d'altres productes industrials, 17 d'empreses de construcció, 19 d'empreses de comerç i reparació d'automòbils, 3 d'empreses de transport, 10 d'empreses d'hostatgeria i restauració, 1 d'una empresa d'informació i comunicació, 8 d'empreses financeres, 5 d'empreses immobiliàries, 8 d'empreses de serveis, 11 d'entitats de l'administració pública i 8 d'empreses classificades com a «altres activitats de serveis».
Dels 37 establiments de servei als particulars que hi havia el 2009, 1 era una oficina d'administració d'Hisenda pública, 1 gendarmeria, 1 oficina de correu, 3 oficines bancàries, 3 tallers de reparació d'automòbils i de material agrícola, 1 autoescola, 3 paletes, 2 guixaires pintors, 6 fusteries, 1 lampisteria, 2 electricistes, 1 empresa de construcció, 3 perruqueries, 1 veterinari, 2 agències de treball temporal, 5 restaurants i 1 agència immobiliària.
Dels 9 establiments comercials que hi havia el 2009, 1 era un supermercat, 1 una botiga de menys de 120 m², 3 fleques, 3 carnisseries i 1 una llibreria.
L'any 2000 a Lurcy-Lévis hi havia 76 explotacions agrícoles que ocupaven un total de 6.072 hectàrees.

## Equipaments sanitaris i escolars
L'únic equipament sanitari que hi havia el 2009 era una farmàcia.
El 2009 hi havia 1 escola maternal i 1 escola elemental. Lurcy-Lévis disposava d'un col·legi d'educació secundària amb 220 alumnes.

## Poblacions més properes
El següent diagrama mostra les poblacions més properes.